# Springfield, Missouri
Springfield là thành phố lớn thứ 3 tiểu bang Missouri, Hoa Kỳ. Đây là quận lỵ của quận quận Greene. Tại thời điểm ngày 1/7/2009, thành phố có dân số 157.630 người. Vùng đô thị Springfield, Missouri có dân số 430.900 người và bao gồm các quận Christian, Dallas, Greene, Polk và Webster.